# Anjaneyapura, Hassan
Anjaneyapura là một làng thuộc tehsil Hassan, huyện Hassan, bang Karnataka, Ấn Độ.